# Faydit d'Aigrefeuille
Pour les articles homonymes, voir Aigrefeuille et Faydit.
Faydit d’Aigrefeuille (?-1391), dit le cardinal d'Avignon, né à La Font, en Limousin, il était le fils du chevalier Guillaume d'Aigrefeuille  et d'Aigline de Tudeils, frère du cardinal Guillaume d'Aigrefeuille l'Ancien et d'Aymar d'Aigrefeuille, maréchal de la Cour pontificale d'Avignon.

## Biographie
Ce cousin de Clément VI et petit-cousin de Grégoire XI, devenu licencié en lettres, commença sa carrière ecclésiastique en avril 1342 comme archiprêtre de Roquemaure au diocèse de Montauban ; chanoine et sacriste de Lodève la même année ; chanoine du chapitre cathédral de Saintes en 1346 et devint prieur de Promilhanes dans le diocèse de Cahors le 13 août 1346. Devient chanoine de Paris à partir de 1348. Vers 1350, il fut affecté à Bourges en tant que sous-diacre, chancelier et doyen de l'archidiocèse. En 1358, notaire pontifical, doyen de la cathédrale de Bourges, chanoine prébendé de Bourges, d'Orléans et d'Arras, il permute avec Ithier de Manhac des prébendes aux cathédrales de  Paris et de  Saintes pour un archiprêtré au diocèse de Saragosse et une prébende de  Sainte Walburge de Furnes, au diocèse de Thérouanne.

### Le familier d'Innocent VI
Ordonné par Innocent VI peu après le 18 février 1358, il prit la charge d’archidiacre de Millau dans le diocèse de Rodez puis fut nommé prieur de Saint-Félix de Piquecos dans le Bas-Quercy en 1360.
Un an plus tard, il devenait chanoine du chapitre cathédral d'Orléans puis Innocent VI l'appela à ses côtés à Avignon et le fit protonotaire apostolique. Il devint dès lors son familier.

### Le remplaçant de ses frères
Le 2 août 1361, après la mort de son frère Raimond/Raymond, il lui succéda comme évêque de Rodez. Retenu à la cour pontificale auprès d'Urbain V, il nomme comme vicaire général le chanoine Pierre Gaffuer, prenant seulement la possession de son siège épiscopal le 22 juillet 1365. Promu évêque d'Avignon en succession de son frère Pierre d'Aigrefeuille le 18 juillet 1371. Il conserve l'archidiaconé de Millau au chapitre de Rodez, qu'il tient jusqu'à sa mort. En novembre 1378, il remplaça son frère Guillaume comme camerlingue du Sacré Collège pendant que celui-ci partit en légation en Germanie.

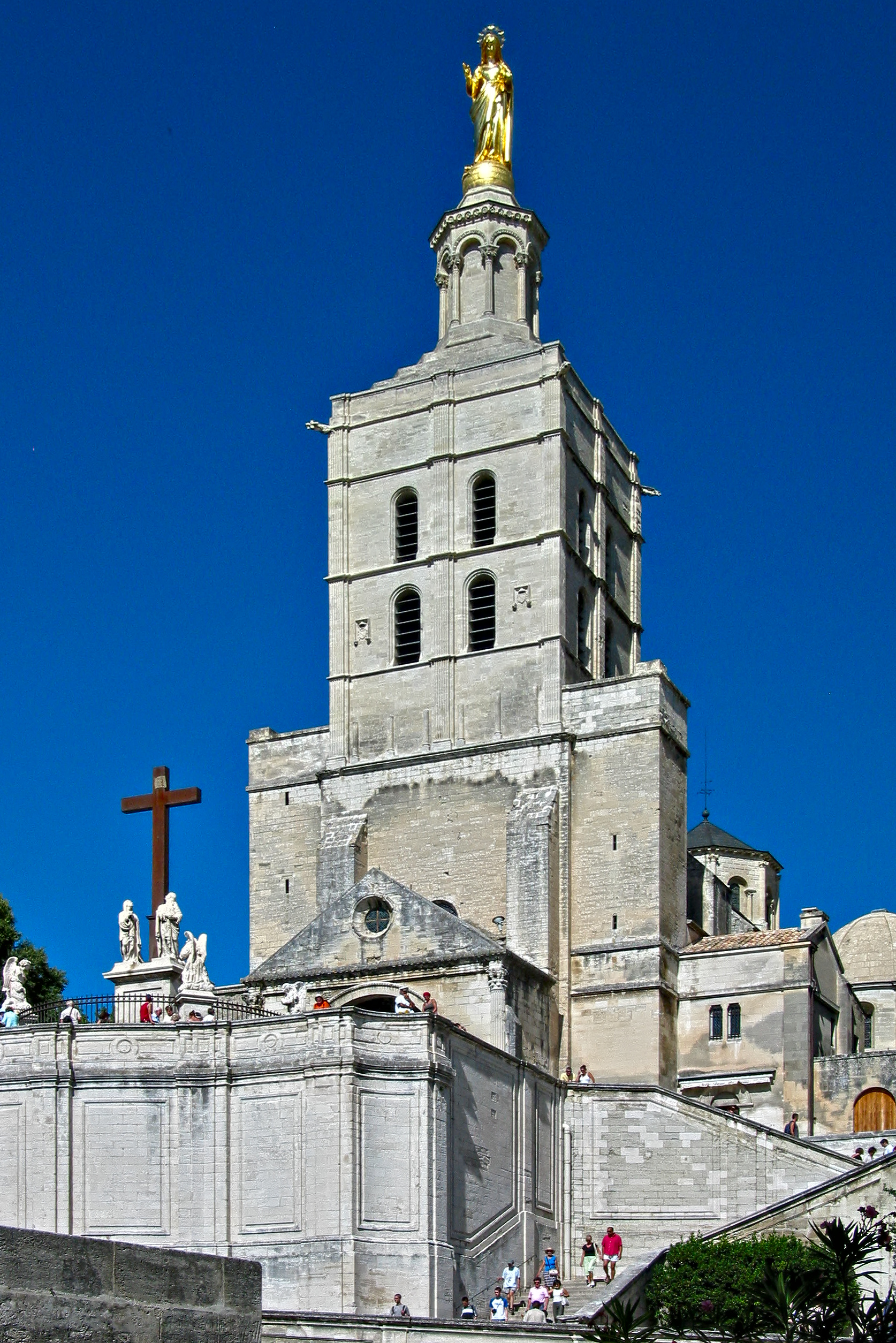
Cathédrale Notre-Dame des Doms d'Avignon.

### Le cardinal d'Avignon
Il couronna sa carrière épiscopale, en devenant notaire à la chancellerie d'Avignon comme collecteur d'impôts. Cette même année, lors du consistoire du 23 décembre 1383, il fut créé cardinal de Saint-Sylvestre et Saint-Martin-des-Monts par Clément VII auquel il s'est rallié, puis il est nommé administrateur avant le 6 janvier 1386. Entre-temps, en 1385, il avait succédé à Bernard Odoli comme abbé de Saint-Pierre-de-Montmajour.
Comme son frère, Pierre d'Aigrefeuille, Faydit résida le plus souvent à Villeneuve-lès-Avignon ou dans sa bastide de Réalpanier. Comme toute sa famille, le cardinal fut l'un des hommes de confiance des Grimoard. Ce fut à ce titre que du 11 au 14 avril 1388, il devint l'un des exécuteurs testamentaires du cardinal Anglicus.
Il mourut le 2 octobre 1391, à Avignon, il fut inhumé derrière le maître-autel de la cathédrale Notre-Dame des Doms, sa tombe œuvre du sculpteur bourguignon Jacques Morel puis ses restes furent transférés dans la chapelle de la Purification en face la tombe de Benoît XII. Il avait fondé dans la cathédrale de Rodez un service annuel pour le repos de son âme.

### Note
1. ↑  Faydit d'Aigrefeuille eut comme frères et sœurs : Pierre (évêque de Tulle, Vabres, Rodez, Clermont, Mende, Uzès et Avignon), Raymond (évêque de Rodez), Bernard (évêque de Viviers), Étienne (abbé de la Chaise-Dieu), Éléonore (qui épousa Bertrand de Vayrac), Florence (abbesse d'Elnon en Rouergue et du monastère cistercien de Nonenque, commune de Marnhagues et Latour dans le diocèse de Vabres), Marguerite (qui épousa Bertrand de Saillac) et Raymonde (religieuse à la Règle de Limoges).